# Løding
Løding er et byområde i Bodø kommune i Nordland. Bebyggelsen, som består af Øvre-Løding og Ner-Løding, havde 3.107 indbyggere per 1. januar 2019. Det ligger omkring to km uden for Bodø centrum. Stedet kaldes som regel Tverlandet, og er en forstad til Bodø. Betegnelsen Tverlandet omfatter også områderne Hopen, Vatne, Heggmoen, Mjønes, Vågan, Holand, Skålbunes, Elstad, Oddan, Allmenningen, Godøynes (Gaunes) og Naurstad som ligger omkring Løding. Tverlandet kirke ligger her.
67°18′01″N 14°44′18″Ø / 67.3003°N 14.7383°Ø